# Donji Komren
Donji Komren (em cirílico: Доњи Комрен) é uma vila da Sérvia localizada no município de Crveni krst, pertencente ao distrito de Nišava, na região de Ponišavlje. A sua população era de 1831 habitantes segundo o censo de 2011.

## Demografia
| 1948 | 1953 | 1961 | 1971 | 1981 | 1991 | 2002 | 2011 |
| ---- | ---- | ---- | ---- | ---- | ---- | ---- | ---- |
| 589  | 666  | 1370 | 2850 | 4185 | 4919 | 5725 | 1831 |